# Carey W. Barber
Carey W. Barber (ur. 4 lipca 1905 w Wiltshire w Wielkiej Brytanii, zm. 8 kwietnia 2007 w Nowym Jorku) – brytyjski działacz religijny, członek Ciała Kierowniczego Świadków Jehowy.

## Życiorys
Carey W. Barber został ochrzczony w 1921 roku w Winnipeg w Kanadzie. W 1923 roku, wraz ze swoim bliźniaczym bratem, Normanem, przeniósł się do nowojorskiej dzielnicy Brooklyn. Pracował jako wolontariusz w powstającej wówczas drukarni Towarzystwa Strażnica. Otrzymał przydział do obsługi prasy drukarskiej. Następnie usługiwał w Dziale Służby Biura Głównego, koncentrując się na sprawach świadczenia w Stanach Zjednoczonych. W latach 20. XX wieku grał na skrzypcach w orkiestrze rozgłośni WBBR.
W 1948 roku został kaznodzieją podróżującym w zachodniej części Stanów Zjednoczonych. Był absolwentem 26 klasy Biblijnej Szkoły Strażnicy – Gilead. Tam też poznał przyszłą żonę, Kanadyjkę Sydney Lee Brewer. W roku 1956 ożenił się i przez następne 20 lat razem z żoną odwiedzali zbory w Stanach Zjednoczonych. Był nadzorcą obwodu, a potem nadzorcą okręgu.
W roku 1977 został członkiem Ciała Kierowniczego. Brał udział w kongresach (m.in. w Polsce, Chorwacji, w otwarciu Biur Oddziału (np. w takich krajach jak: Australia, Japonia, Mauritius, Niemcy, Południowej Afryce), nowych Sal Królestwa (np. na Reunionie) i nowych Sal Zgromadzeń (np. w Argentynie czy w Szwecji), a także odwiedzał inne kraje (np. w 1979 roku odbył podróż służbową do Gambii).